# José María García Obeso
José María García Obeso (Valladolid, Nueva España, circa 1770 - Ciudad de México, 1813) fue un militar novohispano. Participó  en la conjura de Valladolid que pretendía derrocar al gobierno virreinal para establecer una Junta de Gobierno autónoma. Se le considera un precursor de la independencia de México.

## Trayectoria
Se dedicó a la carrera de las armas, fue capitán de la milicia en el regimiento provincial de infantería de Valladolid (hoy Morelia). Fue asignado al cantón de Xalapa que se estableció por órdenes del virrey José de Iturrigaray para la defensa de una posible invasión inglesa. Al disolverse el cantón, por órdenes de Pedro de Garibay, regresó a Valladolid. Entabló amistad con Ignacio Aldama, Mariano Abasolo e Ignacio Allende.
Influenciado por los sermones de  fray Vicente de Santa María participó en la conjura de Valladolid de 1809 prestando su casa para celebrar las reuniones. El objetivo era establecer una Junta para gobernar el virreinato de Nueva España a nombre de Fernando VII mientras éste estuviese cautivo por Napoleón Bonaparte. Sin embargo la  conjura fue descubierta por el intendente interino José Alonso de Terán quien a notificó al virrey Francisco Javier de Lizana del posible levantamiento armado. Fue aprehendido junto con los hermanos Nicolás y Mariano Michelena, fray Vicente de Santa María y otros conjurados.
García Obeso fue enviado a San Luis Potosí para quedar bajo la custodia del coronel Vicente Emparán. Carlos María de Bustamante logró obtener su libertad provisional. Al estallar la independencia
```
en septiembre de 1810 mediante el 
grito de Dolores
, García Obeso fue nuevamente aprehendido y encarcelado hasta 1813 cuando se acogió al indulto decretado por las 
Cortes de Cádiz
. Falleció poco tiempo después.
[
4
]
```